# Ojstri Vrh
Ojstri Vrh este o localitate din comuna Železniki, Slovenia, cu o populație de 69 de locuitori.